# یواس‌اس ارگوسی (۱۸۶۳)
یواس‌اس ارگوسی (۱۸۶۳) (به انگلیسی: USS Argosy (1863)) یک کشتی بود که طول آن ۱۵۶ فوت ۴ اینچ (۴۷٫۶۵ متر) بود. این کشتی در سال ۱۸۶۳ ساخته شد.